# Il pony express
Il pony express è un film western muto americano del 1925 prodotto da Famous Players-Lasky e distribuito da Paramount Pictures. Il film è stato diretto da James Cruze e interpretato da sua moglie, Betty Compson, insieme a Ricardo Cortez, Wallace Beery e George Bancroft.